# Scumeck Sabottka
Stefan „Scumeck“ Sabottka (* 18. Januar 1962 in Oberhausen, Nordrhein-Westfalen) ist ein deutscher Konzert- und Tourneeveranstalter und Gründer des Online-Portals tickets.de.

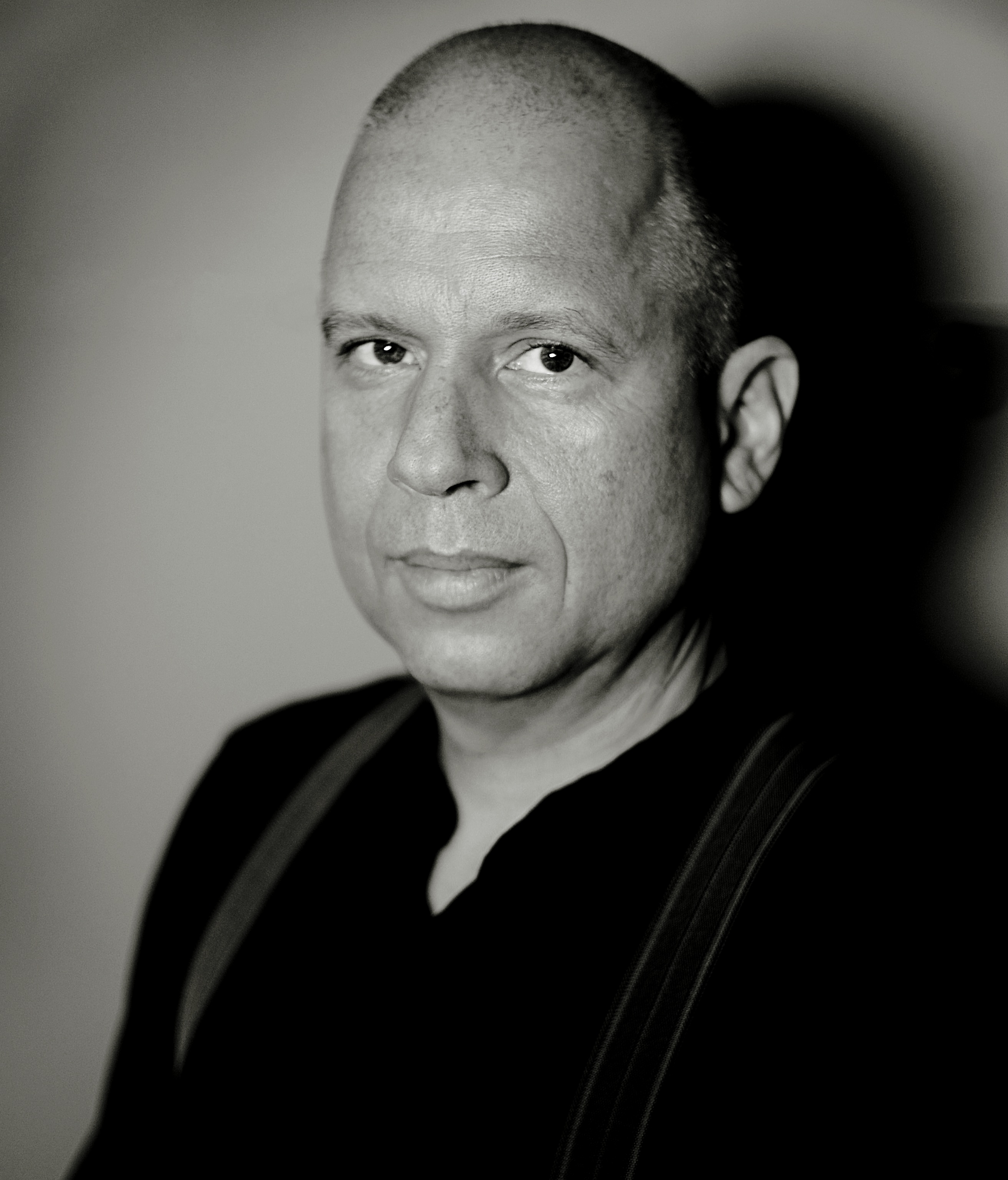
Scumeck Sabottka

## Leben
Scumeck Sabottka ist das erste von drei Kindern von Kaufmann Hans Georg Sabottka und seiner Frau Adelheid (geb. Kuntze). Mit 18 Jahren zog Sabottka nach West-Berlin und schloss sich dort der Punkszene an.
Bereits in seiner Heimat war er Gitarrist der Dortmunder Punk-Rock-Gruppe ‚Public Enemy’. Er lernte den Musiker FM Einheit von der Hamburger Formation Abwärts kennen und verdingte sich 1982 als Fahrer der Band. Später wurde er Tourneemanager der Gruppe Einstürzende Neubauten, die er bis 1984 international begleitete. Ebenfalls 1982 veranstaltete er sein erstes Konzert im SO 36-Club in Berlin mit der australischen Noise Elektro Gruppe ‚SPK’.
Im August 1984 gründete er gemeinsam mit dem Chef der Firma ‚Rough Trade Booking’ Dietrich Eggert und dem Manager der Band Die Toten Hosen, Jochen Hülder, die Firma MCT ,Music Consulting Team GmbH’, in Herne. Erste Tourneen der Firma waren die der Punkband Ramones aus New York, der britischen Punk-Combo King Kurt und des englischen Avantgarde Musikers John Cale. Parallel arbeitete Sabottka als internationaler Tourneemanager für Violent Femmes und Johnathan Richman.
Nach Austritt von Eggert und Hülder übernahm Sabottka 1988 die Firma MCT mit den Düsseldorfer Konzertveranstaltern Bernhard Lewkowicz und Rene Heinersdorff jr.
1994 zog Sabottka mit MCT nach München, trennte sich von Lewkowicz und Heinersdorff jr und schloss sich mit den bekannten Konzertveranstaltern Marcel Avram und Fritz Rau zusammen, welche die Mehrheit der Firmenanteile übernahmen. In dieser Zeit (von 1994 bis 1999) veranstaltete Sabottka Konzerte für Künstler wie: R.E.M, Lenny Kravitz, Red Hot Chili Peppers, The Cramps, Celine Dion, Tom Waits, Tanita Tikaram, Marilyn Manson, Melissa Etheridge, Sheryl Crow, Velvet Underground, Patti Smith, Ryuichi Sakamoto, Kraftwerk, Robbie Williams oder Nick Cave u. v. m.
1998 erwarb Sabottka die Mehrheit der Firmenanteile von Avram & Rau zurück und zog erneut nach Berlin. Es folgten Stadion-Tourneen mit Robbie Williams, die 2006 in einer Größenordnung von ca. 1,2 Mio. verkaufter Karten lagen. Von 1991 bis 2018 war Sabottka verantwortlich für die weltweite Koordination der Live-Auftritte der Elektronik-Pioniere Kraftwerk. Sabottka ist seit 1991 für die Koordination der weltweiten Live-Auftritte der deutschen Rockband Rammstein verantwortlich.
2005 gründete Sabottka das Konzertkarten-Verkaufsportal ‚tickets.de’, das er 2010 wieder verkaufte. 2010 wurden darüber erstmals weltweit 150.000 personalisierte Konzertkarten für die Stadion-Tournee der Band Take That verkauft. Es folgte ein vehementer Kampf gegen den Sekundärverkauf von Konzerteintrittskarten zu überhöhten Preisen.
2017 kam der Dokumentarfilm Der Konzertdealer von Filmemacher Sobo Swobodnik über Scumeck Sobottka in die deutschen Kinos, in dem das harte, globalisierte Geschäft hinter den Tourneen im Backstagebereich der Konzertbranche geschildert wird. Die Filmmusik stammt vom britischen Experimentalmusiker und Künstler Dinos Chapman.

## Zitate zu / von Scumeck Sabottka
- „Scumeck ist für mich wie ein Bruder und meiner Meinung nach einer der besten Veranstalter, die es in der Branche gibt.“ (Marcel Avram, Konzertveranstalter)
- „Von Anfang an hatte ich das Gefühl, Scumeck versteht uns und wir haben einen großen gemeinsamen Nenner. Er hat mit Taten überzeugt, das ging ganz schnell.“(Paul Landers, Gitarrist Rammstein)
- „Wir entschieden uns für Scumeck, weil wir das Gefühl hatten, dass er derjenige war, der verstand, wie man Kraftwerk einem jüngeren Publikum näherbringen konnte.“ (Emma Banks, Agentin Kraftwerk)
- „Das wichtigste an der Show ist der Anfang, die ersten Sekunden und Minuten, da kriege ich jedes Mal Kribbeln.“ (Scumeck Sabottka)

### Interviews
- https://www.mct-agentur.com/de/article_1/ Scumeck Sabottka zu seiner Biographie, MCT Webseite, 2017
- https://taz.de/!5464651/ Taz – zum Konzertdealer Film – 12/2017
- https://www.mct-agentur.com/audio/Hoerbar_1.MP3 podcast Hörbar Rust / radioeins: Scumeck zu Gast bei Bettina Rust Teil 1 11/2015 https://www.mct-agentur.com/audio/Hoerbar_2.MP3 podcast Hörbar Rust / radioeins: Scumeck zu Gast bei Bettina Rust Teil2 11/2015